# Кам
Кам, также встречается написание Кхам (тиб. ཁམས་; [kʰâm]; Вайли: khams; упрощённый китайский: 康巴; пиньинь: Kāngbā) — юго-восточная из трех исторических областей Тибета, наряду с У-Цангом (включая Нгари) и Амдо. Кам — часть Тибетского государства в тех границах, на которых настаивает тибетское правительство в изгнании. Это огромный нагорный регион, «страна четырёх рек и шести горных кряжей», населённый 14 народами, говорящими на разных языках. Основное население составляют тибетцы, говорящие на камском языке. Помимо буддизма, в регионе сохраняются традиционные тибетские верования (бон).

## История
Даже в периоды наивысшего расцвета тибетской государственности в Каме были сильны центробежные тенденции. В связи с этим, в 1264 г. область была выведена из-под прямого подчинения администрации Центрального Тибета правительством Монгольской империи, так как этим путём проще было «умиротворять» непокорные племена, не подчинявшиеся ничьей власти. В 1638 г. Кам, князья которого после распада Монгольской империи действовали самостоятельно, был завоеван монголами-ойратами во главе с Гуши-ханом и передан в подчинение Далай-ламе V.
Во времена маньчжурской империи Цин часть земель Кама была включена в провинции Сычуань и Юньнань, 40 групп тибетских кочевников переданы в подчинение губернатору города Синина. Тем не менее, правление маньчжуров в Каме было номинальным: они не вмешивались в управление княжествами (которые в основном признавали авторитет Лхасы), контроль сводился преимущественно к нейтрализации многочисленных банд грабителей маньчжурскими и тибетскими войсками. Границы территорий Кама, административно управлявшихся из Лхасы, неоднократно менялись.
В начале XX в. маньчжурское правительство, стремившееся предотвратить распад империи Цин, одобрило план «освоения» китайцами земель Кама, включенных в китайские провинции. Это вызвало масштабные восстания, жестоко подавленные войсками генерала Чжао Эрфэна. После распада империи Цин и провозглашения Китайской республики почти весь Кам перешёл под контроль Тибетского государства. Далай-лама XIII назначил туда губернатором Джампа-Тэндара. К 1918 г. тибетская армия заняла весь Кам.
Китайская республика, претендуя на все территории распавшейся империи Цин, неоднократно посылала в Кам войска. В 1932 году правительство Тибета, будучи не в состоянии удержать весь Кам, было вынуждено согласиться на раздел региона с китайцами. Из присоединённых к Китаю уездов Кама в 1939 г. была образована провинция Сикан. В настоящее время из 50 традиционных уездов Кама половина входит в состав Тибетского автономного района, остальные разделены между провинциями Сычуань (16 уездов), Цинхай (6 уездов) и Юньнань (3 уезда).

## География
Кам представляет собой горную страну в юго-восточной части Тибетского нагорья, к югу от верховий Хуанхэ. Она состоит из серии хребтов (Баян-Хара-Ула, Русского географического общества и др.) с высотами более 3000 м и отдельными вершинами до 6000 м и более, которые разделены глубокими ущельями в верховьях крупнейших рек Азии (Янцзы, Меконг и Салуин) и их притоков.
Большая часть горных хребтов, находящихся на территории Кама, включается в систему, известную географам как Сино-Тибетские горы или Хэндуаньшань.
Здесь распространены следы древнего оледенения: троговые долины, ледниковые кары, моренные отложения. Значительная степень современного оледенения. Преобладают высокогорные луга и степи с участками лесов. В прошлом лесных массивов было значительно больше.
Кам был исследован в 1900 году русским путешественником Петром Кузьмичом Козловым.